# Maler Müller

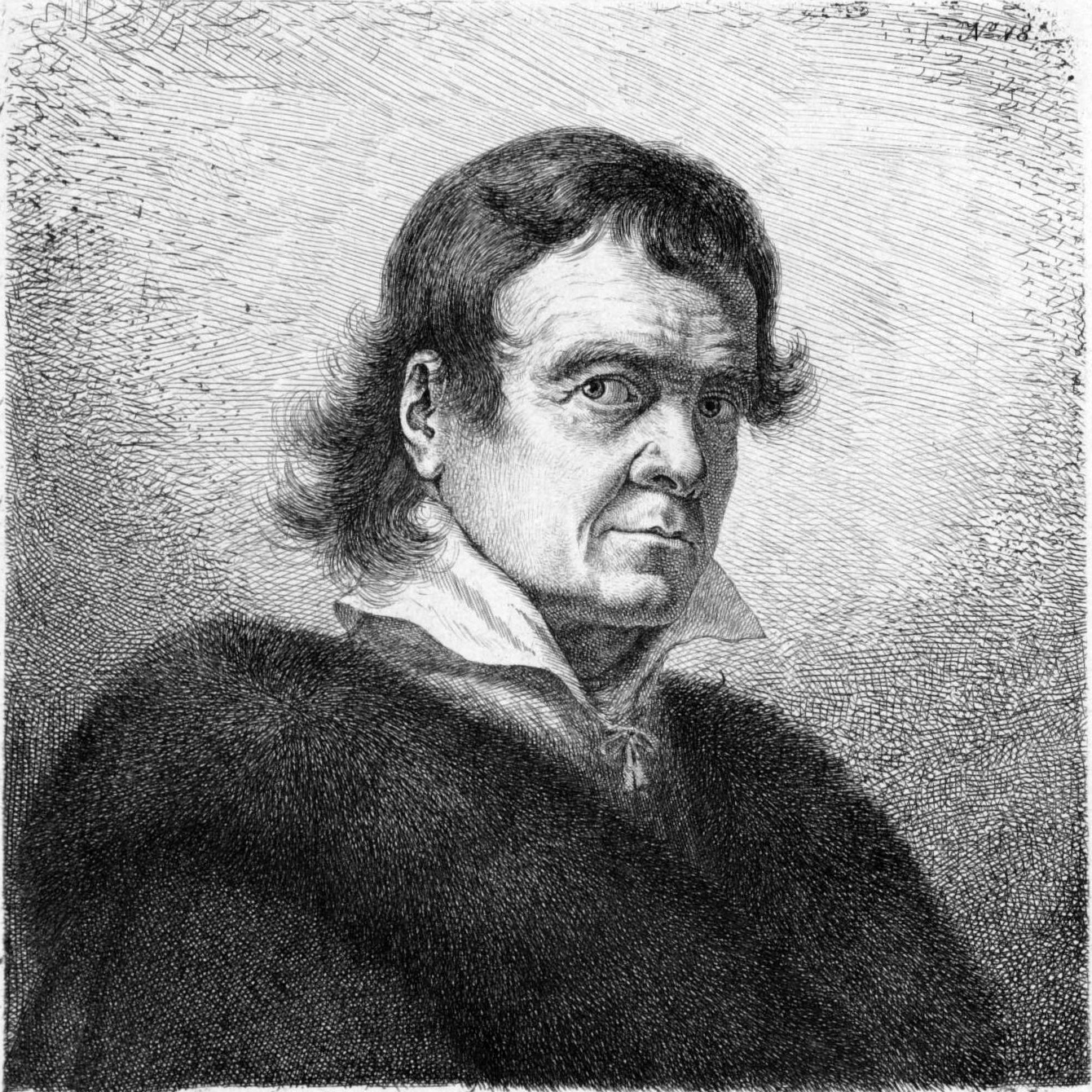
Maler Müller, Zeichnung von Ludwig Emil Grimm, 1816

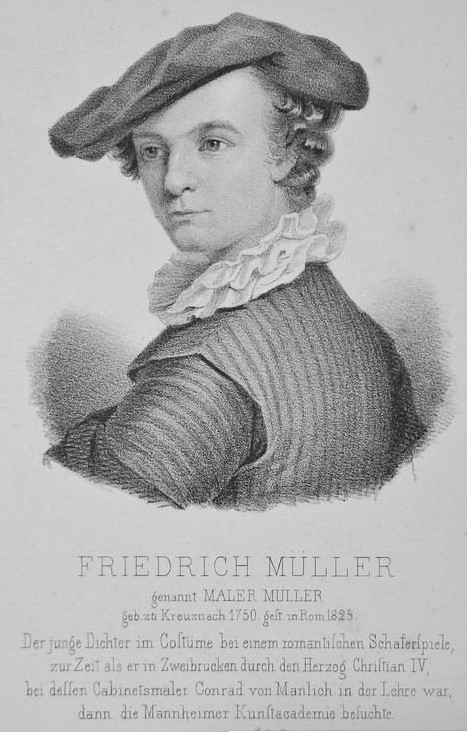
Maler Müller als junger Mann

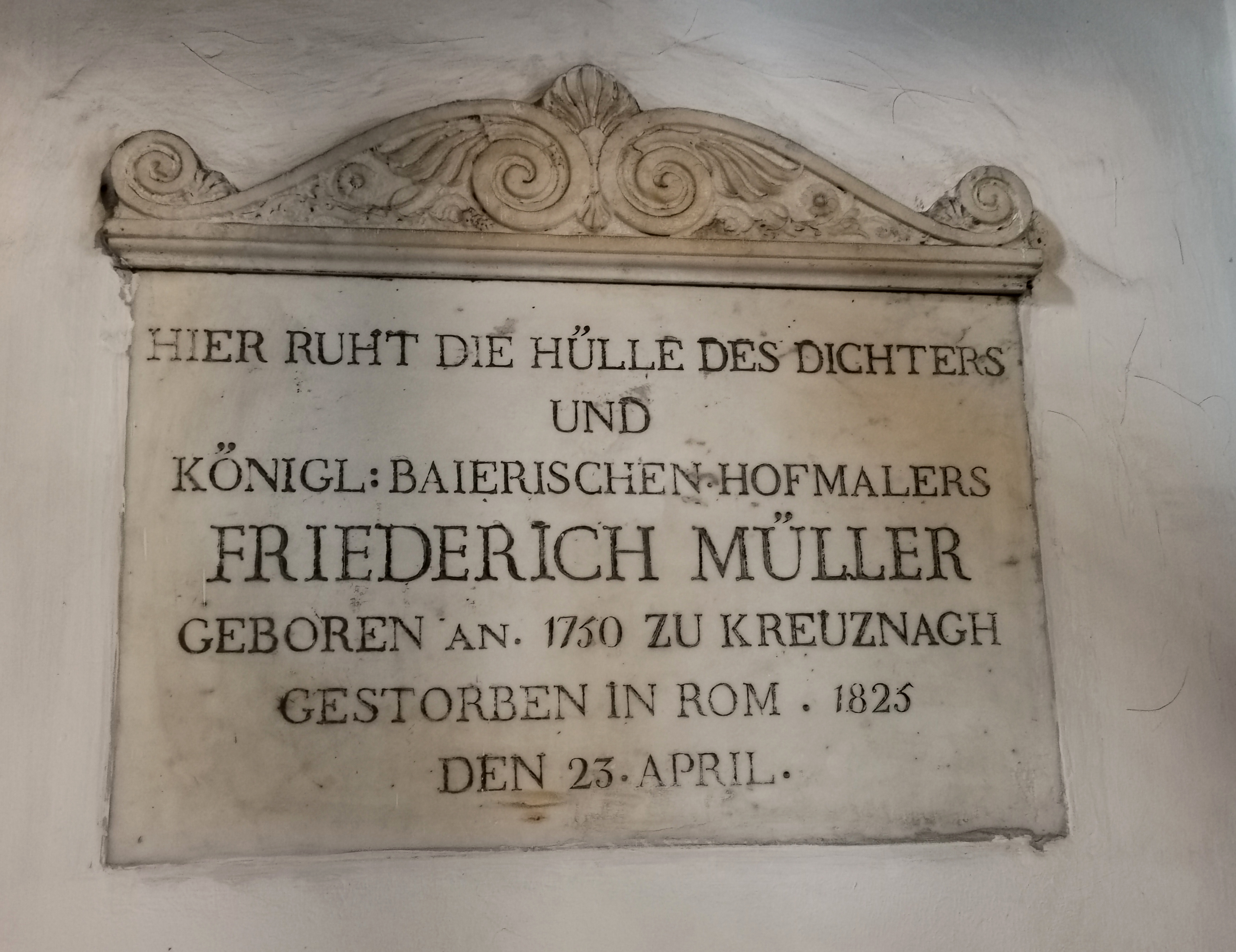
Grabstätte in der Kirche Sant’Andrea delle Fratte, Rom

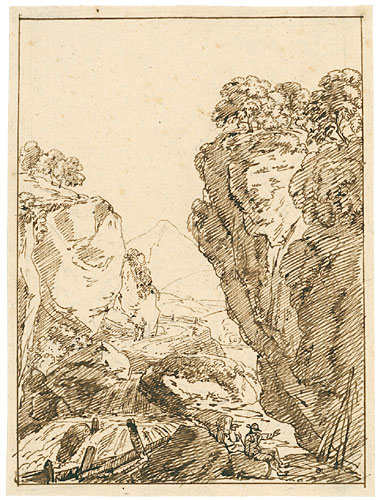
Maler Müller: Kleiner Wasserfall in schroffer Felslandschaft (Federzeichnung)

Johannes Friedrich Müller, genannt Maler Müller oder Teufelsmüller (* 13. Januar 1749 in Kreuznach; † 23. April 1825 in Rom), war ein deutschrömischer Maler, Kupferstecher und Dichter des Sturm und Drang.

## Leben
Müller wuchs als Sohn des Bäckers, Brauers und Wirtes Johannes Friedrich Müller (1727–1760) in Kreuznach auf. Über seine Mutter Katharina Margaretha Roos (1730–1796) war er ein Urenkel des Tiermalers Johann Heinrich Roos. Nach dem frühen Tod des Vaters brach er seinen Besuch des Gymnasiums ab und half im elterlichen Betrieb. In dieser Zeit fertigte er erste Zeichnungen und schrieb erste Gedichte. Er wurde Schüler des Hofmalers Johann Christian von Mannlich und Daniel Hiens, des Hofmalers Herzogs Christian IV. von Zweibrücken, und studierte ab 1769 an der Kunstakademie in Mannheim, wo sein Interesse an der Kunst der Antike und der Renaissance geweckt wurde. Kurfürst Karl Theodor ernannte ihn zu seinem Kabinettsmaler. Seit dieser Zeit hatte Müller Kontakt zu Gotthold Ephraim Lessing, Christoph Martin Wieland und Friedrich Schiller. Sein Verhältnis zum gleichaltrigen Johann Wolfgang von Goethe war zunächst freundschaftlich; Goethe lobte Müllers Zeichnungen und Illustrationen und stand mit ihm in regem Briefwechsel. Zudem arbeiteten beide am Faust-Stoff; 1778 erschien ein Fragment Müllers als „Fausts Leben dramatisirt“. 
1778 reiste Müller nach Rom, wo er bis an sein Lebensende blieb und zumeist in ärmlichen Verhältnissen lebte. Bilder, die Müller nach Weimar sandte, fanden bei Goethe und seinen Freunden kein Gefallen, worüber es zum Bruch Müllers mit Goethe kam. Da seit 1789 die anfangs noch erhaltenen Zahlungen aus Mannheim ausblieben, war er in Rom als Journalist für verschiedene deutschsprachige Zeitschriften und als Fremdenführer tätig. 1805 war er Fremdenführer des bayerischen Kronprinzen und späteren Königs Ludwig I., der ihm den Titel eines königlich bayerischen Hofmalers verlieh und ihm eine Pension aussetzte. Er traf auch zahlreiche berühmte Reisende seiner Zeit, z. B. Ludwig Tieck. 
In Rom war Müller weiterhin auch als Dichter tätig. Neben mehreren Idyllen und der Novelle „Der hohe Ausspruch, oder Chares und Fatime“ entstanden die Dramen „Golo und Genovefa“ und „Adonis“. Er arbeitete außerdem seinen „Faust“ in eine Versfassung um. 1811 erschienen auf Anregung Tiecks seine „Gesammelten Werke“.
Im Alter von 76 Jahren starb Müller in Rom an den Folgen eines Schlaganfalls.
Sein Neffe Christian Heinrich Gilardone (1798–1874) betätigte sich in Speyer als lokaler Dichter.

## Literarische Werke

### Gedichte
- Volltexte verfügbar

### Novelle
- Der hohe Ausspruch, oder Chares und Fatime

### Dramen
- Golo und Genovefa
- Adonis
- Faust